# Список астероїдів (7601—7700)
| Назва                                | Тимчасове позначення | Дата відкриття    | Місце відкриття                     | Відкривач                                              |
| ------------------------------------ | -------------------- | ----------------- | ----------------------------------- | ------------------------------------------------------ |
| (7601) 1994 US1                      | 1994 US1             | 25 жовтня 1994    | Обсерваторія Кушіро                 | Сейджі Уеда, Хіроші Канеда                             |
| 7602 Лідеам (Yidaeam)                | 1994 YW1             | 31 грудня 1994    | Обсерваторія Оїдзумі                | Такао Кобаяші                                          |
| 7603 Салопіа (Salopia)               | 1995 OA2             | 25 липня 1995     | Чорч Стреттон                       | Стівен Лорі                                            |
| 7604 Kridsadaporn                    | 1995 QY2             | 31 серпня 1995    | Обсерваторія Сайдинг-Спрінг         | Роберт Макнот                                          |
| (7605) 1995 SR1                      | 1995 SR1             | 21 вересня 1995   | Огляд Каталіна                      | Тімоті Спар                                            |
| (7606) 1995 SV2                      | 1995 SV2             | 20 вересня 1995   | Обсерваторія Кушіро                 | Сейджі Уеда, Хіроші Канеда                             |
| 7607 Біллмерлін (Billmerline)        | 1995 SB13            | 18 вересня 1995   | Обсерваторія Кітт-Пік               | Spacewatch                                             |
| 7608 Телеґремія (Telegramia)         | 1995 UO1             | 22 жовтня 1995    | Обсерваторія Клеть                  | Яна Тіха                                               |
| (7609) 1995 WX3                      | 1995 WX3             | 18 листопада 1995 | Обсерваторія Наті-Кацуура           | Йошісада Шімідзу, Такеші Урата                         |
| 7610 Садбері (Sudbury)               | 1995 XB              | 3 грудня 1995     | Обсерваторія Садбері                | Денніс ді Сікко                                        |
| 7611 Хасітацу (Hashitatsu)           | 1996 BW1             | 23 січня 1996     | Обсерваторія Оїдзумі                | Такао Кобаяші                                          |
| (7612) 1996 CN2                      | 1996 CN2             | 12 лютого 1996    | Обсерваторія Кушіро                 | Сейджі Уеда, Хіроші Канеда                             |
| 7613 ʻAkikiki                        | 1996 DK              | 16 лютого 1996    | Обсерваторія Галеакала              | NEAT                                                   |
| 7614 Масатомі (Masatomi)             | 1996 EA              | 2 березня 1996    | Обсерваторія Оїдзумі                | Такао Кобаяші                                          |
| (7615) 1996 TA11                     | 1996 TA11            | 9 жовтня 1996     | Обсерваторія Кушіро                 | Сейджі Уеда, Хіроші Канеда                             |
| 7616 Садако (Sadako)                 | 1996 VF2             | 6 листопада 1996  | Обсерваторія Оїдзумі                | Такао Кобаяші                                          |
| (7617) 1996 VF30                     | 1996 VF30            | 7 листопада 1996  | Обсерваторія Кушіро                 | Сейджі Уеда, Хіроші Канеда                             |
| 7618 Ґотоюкічі (Gotoyukichi)         | 1997 AU4             | 6 січня 1997      | Обсерваторія Оїдзумі                | Такао Кобаяші                                          |
| (7619) 1997 AP21                     | 1997 AP21            | 13 січня 1997     | Обсерваторія Наті-Кацуура           | Йошісада Шімідзу, Такеші Урата                         |
| 7620 Вілларт (Willaert)              | 4077 P-L             | 24 вересня 1960   | Паломарська обсерваторія            | К. Й. ван Гаутен, І. ван Гаутен-Ґроневельд, Т. Герельс |
| 7621 Свелінк (Sweelinck)             | 4127 P-L             | 24 вересня 1960   | Паломарська обсерваторія            | К. Й. ван Гаутен, І. ван Гаутен-Ґроневельд, Т. Герельс |
| 7622 Перґолесі (Pergolesi)           | 6624 P-L             | 24 вересня 1960   | Паломарська обсерваторія            | К. Й. ван Гаутен, І. ван Гаутен-Ґроневельд, Т. Герельс |
| 7623 Стаміц (Stamitz)                | 9508 P-L             | 17 жовтня 1960    | Паломарська обсерваторія            | К. Й. ван Гаутен, І. ван Гаутен-Ґроневельд, Т. Герельс |
| 7624 Ґлюк (Gluck)                    | 1251 T-1             | 25 березня 1971   | Паломарська обсерваторія            | К. Й. ван Гаутен, І. ван Гаутен-Ґроневельд, Т. Герельс |
| 7625 Луїшпор (Louisspohr)            | 2150 T-2             | 29 вересня 1973   | Паломарська обсерваторія            | К. Й. ван Гаутен, І. ван Гаутен-Ґроневельд, Т. Герельс |
| 7626 Іафе (Iafe)                     | 1976 QL2             | 20 серпня 1976    | Астрономічний комплекс Ель-Леонсіто | Обсерваторія Фелікса Аґілара                           |
| 7627 Вакенокійомаро (Wakenokiyomaro) | 1977 DS4             | 18 лютого 1977    | Обсерваторія Кісо                   | Хірокі Косаї, Кіїтіро Фурукава                         |
| 7628 Євгенійфедоров (Evgenifedorov)  | 1977 QY              | 19 серпня 1977    | КрАО                                | Черних Микола Степанович                               |
| 7629 Форос (Foros)                   | 1977 QK1             | 19 серпня 1977    | КрАО                                | Черних Микола Степанович                               |
| (7630) 1979 MR2                      | 1979 MR2             | 25 червня 1979    | Обсерваторія Сайдинг-Спрінг         | Е. Гелін, Ш. Дж. Бас                                   |
| 7631 Вокроугліцкі (Vokrouhlicky)     | 1981 WH              | 20 листопада 1981 | Станція Андерсон-Меса               | Едвард Бовелл                                          |
| 7632 Станіслав (Stanislav)           | 1982 UT5             | 20 жовтня 1982    | КрАО                                | Карачкіна Людмила Георгіївна                           |
| 7633 Володимир (Volodymyr)           | 1982 UD7             | 21 жовтня 1982    | КрАО                                | Карачкіна Людмила Георгіївна                           |
| 7634 Сідзутаніко (Shizutani-Kou)     | 1982 VO3             | 14 листопада 1982 | Обсерваторія Кісо                   | Хірокі Косаї, Кіїтіро Фурукава                         |
| (7635) 1983 VH1                      | 1983 VH1             | 6 листопада 1983  | Обсерваторія Клеть                  | Антонін Мркос                                          |
| 7636 Комба (Comba)                   | 1984 CM              | 5 лютого 1984     | Станція Андерсон-Меса               | Едвард Бовелл                                          |
| (7637) 1984 DN                       | 1984 DN              | 23 лютого 1984    | Обсерваторія Ла-Сілья               | Анрі Дебеонь                                           |
| 7638 Ґледмен (Gladman)               | 1984 UX              | 26 жовтня 1984    | Станція Андерсон-Меса               | Едвард Бовелл                                          |
| 7639 Офут (Offutt)                   | 1985 DC1             | 21 лютого 1985    | Гарвардська обсерваторія            | Обсерваторія Ок-Ридж                                   |
| 7640 Марзарі (Marzari)               | 1985 PX              | 14 серпня 1985    | Станція Андерсон-Меса               | Едвард Бовелл                                          |
| (7641) 1986 TT6                      | 1986 TT6             | 5 жовтня 1986     | Півніце                             | Мілан Антал                                            |
| (7642) 1988 TZ                       | 1988 TZ              | 13 жовтня 1988    | Обсерваторія Кушіро                 | Сейджі Уеда, Хіроші Канеда                             |
| (7643) 1988 VQ1                      | 1988 VQ1             | 6 листопада 1988  | Обсерваторія Йорії                  | Масару Араї, Хіроші Морі                               |
| 7644 Кслюїс (Cslewis)                | 1988 VR5             | 4 листопада 1988  | Обсерваторія Клеть                  | Антонін Мркос                                          |
| 7645 Понс (Pons)                     | 1989 AC2             | 4 січня 1989      | Обсерваторія Клеть                  | Антонін Мркос                                          |
| (7646) 1989 KE                       | 1989 KE              | 29 травня 1989    | Паломарська обсерваторія            | Генрі Гольт                                            |
| 7647 Етрепіні (Etrepigny)            | 1989 SR2             | 26 вересня 1989   | Обсерваторія Ла-Сілья               | Ерік Вальтер Ельст                                     |
| 7648 Томбоулз (Tomboles)             | 1989 TB1             | 8 жовтня 1989     | Обсерваторія Кані                   | Йосікане Мідзуно, Тошімата Фурута                      |
| 7649 Буґенвіль (Bougainville)        | 1990 SV5             | 22 вересня 1990   | Обсерваторія Ла-Сілья               | Ерік Вальтер Ельст                                     |
| 7650 Канаме (Kaname)                 | 1990 UG              | 16 жовтня 1990    | Обсерваторія Ґейсей                 | Тсутому Секі                                           |
| 7651 Вільнев (Villeneuve)            | 1990 VD6             | 15 листопада 1990 | Обсерваторія Ла-Сілья               | Ерік Вальтер Ельст                                     |
| (7652) 1991 RL5                      | 1991 RL5             | 13 вересня 1991   | Паломарська обсерваторія            | Генрі Гольт                                            |
| (7653) 1991 UV                       | 1991 UV              | 18 жовтня 1991    | Обсерваторія Кушіро                 | Сейджі Уеда, Хіроші Канеда                             |
| (7654) 1991 VV3                      | 1991 VV3             | 11 листопада 1991 | Обсерваторія Кушіро                 | Сейджі Уеда, Хіроші Канеда                             |
| 7655 Адамріс (Adamries)              | 1991 YM1             | 28 грудня 1991    | Обсерваторія Карла Шварцшильда      | Ф. Бернґен                                             |
| 7656 Джомонтані (Joemontani)         | 1992 HX              | 24 квітня 1992    | Обсерваторія Кітт-Пік               | Spacewatch                                             |
| 7657 Джефларсен (Jefflarsen)         | 1992 HK1             | 25 квітня 1992    | Обсерваторія Кітт-Пік               | Spacewatch                                             |
| (7658) 1993 BM12                     | 1993 BM12            | 22 січня 1993     | Обсерваторія Кушіро                 | Сейджі Уеда, Хіроші Канеда                             |
| (7659) 1993 CP1                      | 1993 CP1             | 15 лютого 1993    | Обсерваторія Кушіро                 | Сейджі Уеда, Хіроші Канеда                             |
| (7660) 1993 VM1                      | 1993 VM1             | 5 листопада 1993  | Обсерваторія Сайдинг-Спрінг         | Роберт Макнот                                          |
| 7661 Рейнкен (Reincken)              | 1994 PK38            | 10 серпня 1994    | Обсерваторія Ла-Сілья               | Ерік Вальтер Ельст                                     |
| (7662) 1994 RM1                      | 1994 RM1             | 3 вересня 1994    | Обсерваторія Наті-Кацуура           | Йошісада Шімідзу, Такеші Урата                         |
| (7663) 1994 RX1                      | 1994 RX1             | 2 вересня 1994    | Паломарська обсерваторія            | Е. Гелін                                               |
| 7664 Namahage                        | 1994 TE3             | 2 жовтня 1994     | Обсерваторія Кітамі                 | Кін Ендате, Кадзуро Ватанабе                           |
| 7665 Путіньяно (Putignano)           | 1994 TK3             | 11 жовтня 1994    | Коллеверде ді Ґвідонія              | Вінченцо Касуллі                                       |
| 7666 Кеякі (Keyaki)                  | 1994 VC1             | 4 листопада 1994  | Обсерваторія Сендая                 | К. Кросс                                               |
| (7667) 1995 BL3                      | 1995 BL3             | 29 січня 1995     | Обсерваторія Наті-Кацуура           | Йошісада Шімідзу, Такеші Урата                         |
| 7668 Мізунотакао (Mizunotakao)       | 1995 BR3             | 31 січня 1995     | Обсерваторія Оїдзумі                | Такао Кобаяші                                          |
| 7669 Малше (Malse)                   | 1995 PB              | 4 серпня 1995     | Обсерваторія Клеть                  | Мілош Тіхі, Зденек Моравец                             |
| 7670 Кабелач (Kabelac)               | 1995 QJ              | 20 серпня 1995    | Обсерваторія Ондржейов              | Ленка Коткова                                          |
| 7671 Альбіс (Albis)                  | 1995 UK1             | 22 жовтня 1995    | Обсерваторія Клеть                  | Зденек Моравец                                         |
| 7672 Гокінг (Hawking)                | 1995 UO2             | 24 жовтня 1995    | Обсерваторія Клеть                  | Обсерваторія Клеть                                     |
| 7673 Інохара (Inohara)               | 1995 UY3             | 20 жовтня 1995    | Обсерваторія Оїдзумі                | Такао Кобаяші                                          |
| 7674 Касуґа (Kasuga)                 | 1995 VO1             | 15 листопада 1995 | Обсерваторія Кітамі                 | Кін Ендате, Кадзуро Ватанабе                           |
| 7675 Ґоріція (Gorizia)               | 1995 WT5             | 23 листопада 1995 | Фарра-д'Ізонцо                      | Фарра-д'Ізонцо                                         |
| (7676) 1995 WN8                      | 1995 WN8             | 18 листопада 1995 | Обсерваторія Наті-Кацуура           | Йошісада Шімідзу, Такеші Урата                         |
| 7677 Сава (Sawa)                     | 1995 YP3             | 27 грудня 1995    | Обсерваторія Оїдзумі                | Такао Кобаяші                                          |
| 7678 Онода (Onoda)                   | 1996 CW2             | 15 лютого 1996    | Обсерваторія Кума Коґен             | Акімаса Накамура                                       |
| 7679 Асіаґо (Asiago)                 | 1996 CA9             | 15 лютого 1996    | Обсерваторія Азіаґо                 | Уліссе Мунарі, Маура Томбеллі                          |
| 7680 Карі (Cari)                     | 1996 HB              | 16 квітня 1996    | Обсерваторія Санта-Лючія Стронконе  | Обсерваторія Санта-Лючія Стронконе                     |
| 7681 Ченьцзінжунь (Chenjingrun)      | 1996 YK2             | 24 грудня 1996    | Станція Сінлун                      | SCAP                                                   |
| 7682 Міура (Miura)                   | 1997 CY19            | 12 лютого 1997    | Обсерваторія Оїдзумі                | Такао Кобаяші                                          |
| 7683 Увеньцзюнь (Wuwenjun)           | 1997 DE              | 19 лютого 1997    | Станція Сінлун                      | SCAP                                                   |
| 7684 Маріоферреро (Marioferrero)     | 1997 EY              | 3 березня 1997    | Прескоттська обсерваторія           | Пол Комба                                              |
| (7685) 1997 EP17                     | 1997 EP17            | 1 березня 1997    | Обсерваторія Кушіро                 | Сейджі Уеда, Хіроші Канеда                             |
| 7686 Вольфернст (Wolfernst)          | 2024 P-L             | 24 вересня 1960   | Паломарська обсерваторія            | К. Й. ван Гаутен, І. ван Гаутен-Ґроневельд, Т. Герельс |
| 7687 Маттіас (Matthias)              | 2099 P-L             | 24 вересня 1960   | Паломарська обсерваторія            | К. Й. ван Гаутен, І. ван Гаутен-Ґроневельд, Т. Герельс |
| 7688 Лотар (Lothar)                  | 2536 P-L             | 24 вересня 1960   | Паломарська обсерваторія            | К. Й. ван Гаутен, І. ван Гаутен-Ґроневельд, Т. Герельс |
| 7689 Райнерштосс (Reinerstoss)       | 4036 P-L             | 24 вересня 1960   | Паломарська обсерваторія            | К. Й. ван Гаутен, І. ван Гаутен-Ґроневельд, Т. Герельс |
| 7690 Секлер (Sackler)                | 2291 T-1             | 25 березня 1971   | Паломарська обсерваторія            | К. Й. ван Гаутен, І. ван Гаутен-Ґроневельд, Т. Герельс |
| 7691 Бреді (Brady)                   | 3186 T-3             | 16 жовтня 1977    | Паломарська обсерваторія            | К. Й. ван Гаутен, І. ван Гаутен-Ґроневельд, Т. Герельс |
| 7692 Едгендерсон (Edhenderson)       | 1981 EZ25            | 2 березня 1981    | Обсерваторія Сайдинг-Спрінг         | Ш. Дж. Бас                                             |
| (7693) 1982 WE                       | 1982 WE              | 20 листопада 1982 | Обсерваторія Ґейсей                 | Тсутому Секі                                           |
| 7694 Красетін (Krasetin)             | 1983 SF              | 29 вересня 1983   | Обсерваторія Клеть                  | Антонін Мркос                                          |
| 7695 Пржемисл (Premysl)              | 1984 WA1             | 27 листопада 1984 | Обсерваторія Клеть                  | Антонін Мркос                                          |
| 7696 Лібе (Liebe)                    | 1988 JD              | 10 травня 1988    | Обсерваторія Ла-Сілья               | Вернер Ландґраф                                        |
| (7697) 1989 AE                       | 1989 AE              | 3 січня 1989      | YGCO (станція Тійода)               | Такуо Кодзіма                                          |
| 7698 Швайтцер (Schweitzer)           | 1989 AS6             | 11 січня 1989     | Обсерваторія Карла Шварцшильда      | Ф. Бернґен                                             |
| 7699 Божек (Bozek)                   | 1989 CB4             | 2 лютого 1989     | Обсерваторія Клеть                  | Антонін Мркос                                          |
| 7700 Червона Капела (Rote Kapelle)   | 1990 TE8             | 13 жовтня 1990    | Обсерваторія Карла Шварцшильда      | Ф. Бернґен, Лутц Шмадель                               |

| Астероїди 1—10000 → |           |           |           |           |           |           |           |           |            |
| 1—100               | 1001—1100 | 2001—2100 | 3001—3100 | 4001—4100 | 5001—5100 | 6001—6100 | 7001—7100 | 8001—8100 | 9001—9100  |
| 101—200             | 1101—1200 | 2101—2200 | 3101—3200 | 4101—4200 | 5101—5200 | 6101—6200 | 7101—7200 | 8101—8200 | 9101—9200  |
| 201—300             | 1201—1300 | 2201—2300 | 3201—3300 | 4201—4300 | 5201—5300 | 6201—6300 | 7201—7300 | 8201—8300 | 9201—9300  |
| 301—400             | 1301—1400 | 2301—2400 | 3301—3400 | 4301—4400 | 5301—5400 | 6301—6400 | 7301—7400 | 8301—8400 | 9301—9400  |
| 401—500             | 1401—1500 | 2401—2500 | 3401—3500 | 4401—4500 | 5401—5500 | 6401—6500 | 7401—7500 | 8401—8500 | 9401—9500  |
| 501—600             | 1501—1600 | 2501—2600 | 3501—3600 | 4501—4600 | 5501—5600 | 6501—6600 | 7501—7600 | 8501—8600 | 9501—9600  |
| 601—700             | 1601—1700 | 2601—2700 | 3601—3700 | 4601—4700 | 5601—5700 | 6601—6700 | 7601—7700 | 8601—8700 | 9601—9700  |
| 701—800             | 1701—1800 | 2701—2800 | 3701—3800 | 4701—4800 | 5701—5800 | 6701—6800 | 7701—7800 | 8701—8800 | 9701—9800  |
| 801—900             | 1801—1900 | 2801—2900 | 3801—3900 | 4801—4900 | 5801—5900 | 6801—6900 | 7801—7900 | 8801—8900 | 9801—9900  |
| 901—1000            | 1901—2000 | 2901—3000 | 3901—4000 | 4901—5000 | 5901—6000 | 6901—7000 | 7901—8000 | 8901—9000 | 9901—10000 |